# Heeresgruppe Ostmark
Die Heeresgruppe Ostmark war ein Großverband des Heeres der Wehrmacht während des Zweiten Weltkrieges. Sie war Oberkommando jeweils wechselnder Armeen sowie zahlreicher Spezialtruppen und entstand aus der Heeresgruppe Süd.

## Allgemein
Die Heeresgruppe Ostmark entstand durch die Umbenennung der Heeresgruppe Süd im April 1945.
Nachdem die HGr Süd in Ungarn vernichtend geschlagen worden war und sich nach Österreich zurückgezogen hatte, übernahm der Österreicher Generaloberst Lothar Rendulic das Kommando.
Das letzte Hauptquartier von Rendulic befand sich im Rothschildschloss Waidhofen an der Ybbs, wo Rendulic am 6. Mai 1945 mit amerikanischen Unterhändlern die Bedingungen des Waffenstillstandes vereinbarte, der am 7. Mai in Steyr mit dem Oberbefehlshaber der dritten amerikanischen Armee unterzeichnet wurde. Am nächsten Tag verließ Rendulic das Schloss endgültig und begab sich mit seinem Stab in amerikanische Kriegsgefangenschaft.
Anmerkungen zum Abschnitt

## Oberbefehlshaber
Wann Generaloberst Rendulic wirklich Oberbefehlshaber war, wird in den verschiedenen Quellen unterschiedlich angegeben. 7. April, 2. April oder auch später wird in den Quellen angegeben. Sicher ist hingegen, dass die Heeresgruppe am 8. Mai mit der Kapitulation Deutschlands aufgelöst wurde.
| Datum                    | Oberbefehlshaber              |
| ------------------------ | ----------------------------- |
| 2. April bis 8. Mai 1945 | Generaloberst Lothar Rendulic |

## Unterstellte Großverbände
| Datum          | Unterstellte Großverbände          |
| -------------- | ---------------------------------- |
| April/Mai 1945 | 8. Armee, 6. Armee, 6. Panzerarmee |

Anmerkung: Die 6. Panzerarmee ist gleichzusetzen mit der 6. SS-Panzerarmee unter Oberstgruppenführer Josef Dietrich. Diese Einheit wurde am 6. September 1944 gebildet und versah Einsätze an der Westfront (Ardennenschlacht) und dann als Teil der HGr Süd/Ostmark auch in Ungarn und Österreich.

## Gliederung
Heeresgruppen-Truppen
- Heeresgruppen-Nachrichten-Regiment 530